# Liguri
Liguri är en by (estniska: küla) i Rõuge kommun i landskapet Võrumaa i sydöstra Estland. Byn ligger vid ån Peeli jõgi som där samtidigt utgör gräns mot Lettland.
Före kommunreformen 2017 hörde byn till dåvarande Varstu kommun.